# Кікер

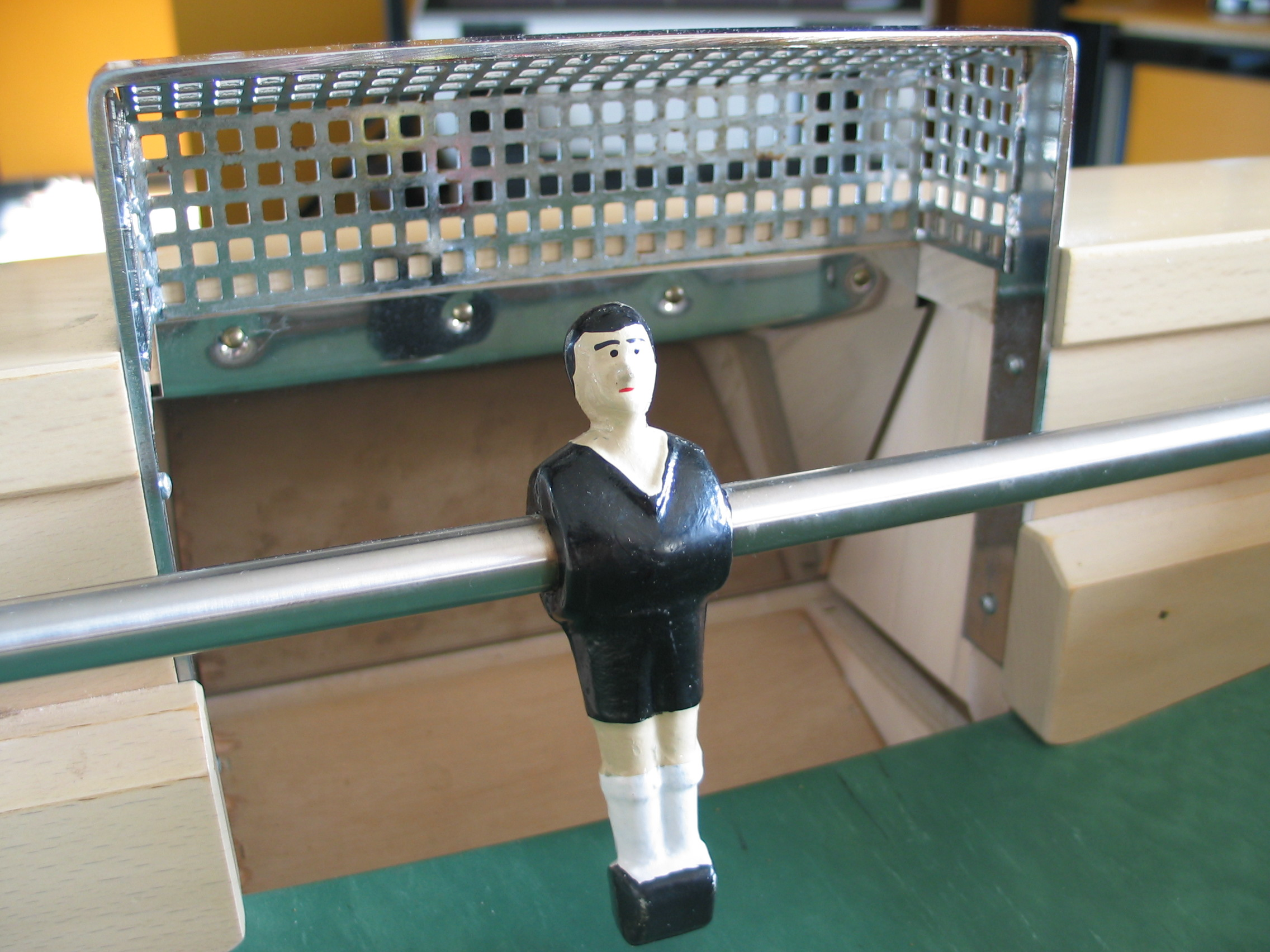

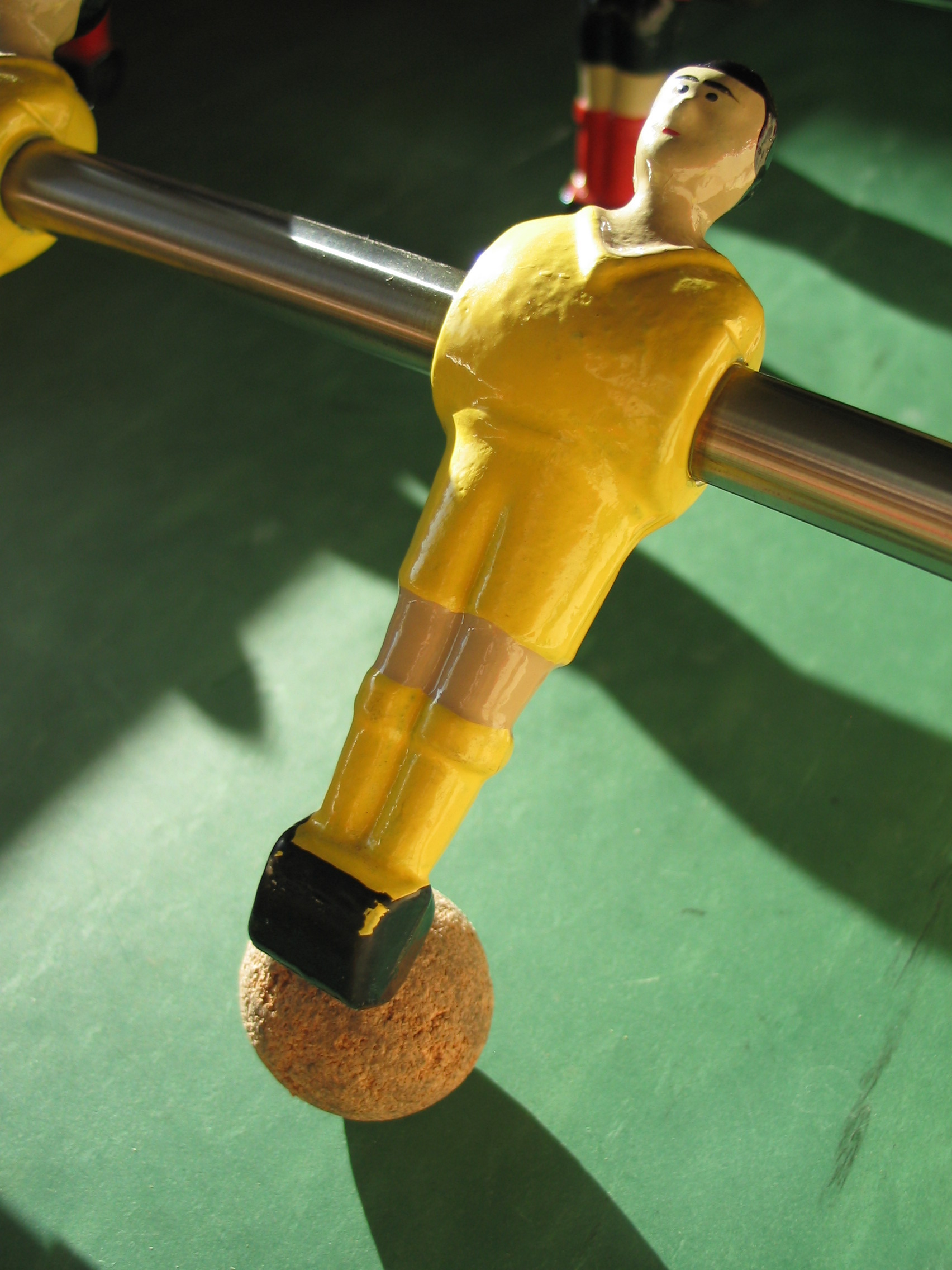

Кікер (нім. kicker — футболіст) або Фусбол (нім. Fußball — футбол) — настільна гра, заснована на футболі.

## Історія
Патенти на подібні настільні ігри датуються в Європі ще в 1890-х роках. Однак джерела настільного футболу сягають 1921 року, коли Гарольд Серлз Торнтон з Великої Британії запатентував гру як «Апарат для гри в настільний футбол».
Вважається, що вперше настільний футбол придумав француз Люсьєн Розангартан (Lucien Rosengarten), працівник фірми Citroën.
Але перший патент отримав Алехандро Фіністерре (Alejandro Finisterre), редактор і поет з Галісії, області в Іспанії. Фіністерре був поранений під час одного з фашистських бомбардувань Мадрида, під час іспанської громадянської війни. В лікарні він бачив поранених дітей, які не могли грати в справжній футбол, і подумав про гру, яка буде аналогічна настільному тенісу. Алехандро попросив свого знайомого столяра-баска Франсиско Хав'єра Альтуну зробити футбольний стіл за його вказівками. І хоча цей винахід було запатентовано в 1937 році, Фіністерре загубив патент в штормі, в який потрапив коли втікав від фашистів у Францію.
Зрештою, у 1950-х гра була привезена до Сполучених Штатів Лоуренсом Паттерсоном, досягнувши свого піку популярності в 1970-х роках, коли її можна було знайти в барах та більярдних залах по всій країні.

## Гра
Гравці управляють фігурками футболістів, встановленими на стрижнях (штангах), за допомогою рукояток, прагнучи забити м'яч у ворота супротивника. Гра зазвичай йде один на один або два на два, хоча іноді на змаганнях крім парного і одиночного розрядів грають і чотири на чотири. Гра ведеться як правило на рахунок, від 5 до 10. На змаганнях прийнято грати до 5 або до 7 голів в одній партії, причому матчі бувають до 1, 2 або 3 перемог у партіях. Для кикера використовується багато різних варіацій столів. Часто те, що продається в спортивних магазинах, має дуже віддалене відношення до кікеру, як власне спортивній грі, нехай і для початківців. Подальший опис відноситься до столів визнаних в світі виробників спортивних, домашніх і барних столів (Bonzini, Garlando, Roberto Sport, Tornado, Tecball і некіт. Інші). В середньому вони мають розміри приблизно 1,4 метра в довжину і 0,8 метра в ширину і оснащені вісьмома рядами пластмасових або металевих «футболістів», хоча бувають спрощені і дитячі моделі в 6 і навіть 4 ряди. Існують і більш вишукані варіанти в 22 ряду з можливістю грати 11 на 11.
| 1 ряд | Воротар | 1 футболіст   |
| 2 ряд | Захист  | 2 футболіста  |
| 3 ряд | Напад   | 3 футболіста  |
| 4 ряд | Центр   | 5 футболістів |
| 5 ряд | Центр   | 5 футболістів |
| 6 ряд | Напад   | 3 футболіста  |
| 7 ряд | Захист  | 2 футболіста  |
| 8 ряд | Воротар | 1 футболіст   |

Фігурки гравців з міцного пластику або металу пригвинчені (а в деяких моделях — безпосередньо відлиті) на металеві штанги, які бувають наскрізними (висуваються за межі столу в ході гри) або телескопічними, що складаються з внутрішнього стрижня, укріпленого в один з бортів столу, і щільно ковзної по ньому зовнішньої трубки з гравцями. Зовні столу до кінців штанг приєднані рукоятки, за допомогою яких і ведеться гра. Телескопічні штанги роблять стіл більш компактним і більш безпечним, перш за все для дітей, але вони також більш схильні до деформацій, що заважає технічної грі. Гра ведеться корковим або пластмасовим м'ячем діаметром 33-35 мм, масою 12-26 грамів. Рукоятки бувають різних форм і з різним покриттям: пластик, пластик з дерев'яними вставками, гума.
Відмінності між марками столів мають великий вплив на стилі гри. Головна відмінність складають м'ячі, які можуть бути зроблені з пробки або пластику, що впливає на швидкість м'яча і техніку гри, а також покриття столу яке спрощено буває «повільним», «середнім» і «швидким» (лінолеум, шорстке скло, поліроване скло) . Також помітний вплив на стиль гри надає форма, розташування і області руху «футболістів».

## Організації
Марки столів, що використовуються на світових і офіційних турнірах ITSF, — французький Bonzini, італійські Garlando і Roberto Sport, китайський Fireball і німецький Leonhart. Решта марки включають чеський Rosengart, бельгійський Eurosoccer, Kicker, Lowen-Soccer, Warrior, Lehmacher, FAS, FABI і ще багато інших. Проводиться безліч офіційних змагань з кікеру, організованих національними федераціями на різних столах.

## Відомі гравці
При всьому цьому розмаїтті, кращим гравцем в світі однозначно вважається бельгієць Фредерик Колліньон (Frederic Collignon). Він домінує в грі на ВСІХ стіл в одиночці, і якщо судити по особистій статистиці гравця на сайті ITSF, Коліньон програє взагалі не більше 1-2 ігор на рік. Коліньон виграв практично всі великі чемпіонати за останні 5 років в особистому заліку і більше всіх — в парі, і його відрив в особистому і парному рейтингу величезний. На 2007 р слідом за ним йдуть американець Біллі Паппас (Billy Pappas), англієць Роберт Ата (Robert Atha) і німець Джамал Аллалу (Jamal Allalou), які приблизно рівні між собою в успіхах але віддають перевагу різним столам, а далі з великим відривом йдуть ще 2500 спортсменів з усього світу. У рейтингу парній категорії приблизно та ж картина: Колліньон на першому місці, за 2-4 місця борються Паппас, Ата, Аллалу. У парному розряді конкурентам зрідка вдається потіснити чемпіона.

## Правила
У 2007 році ITSF ввела в дію останню редакцію офіційних правил, що діє донині. Правила переведені на 17 мов. Під егідою ITSF національними федераціями проводиться підготовка та сертифікація арбітрів для суддівства на великих турнірах.